# 辽细辛
辽细辛（学名：Asarum heterotropoides var. mandshuricum）是马兜铃科细辛属库页细辛的变种。分布在中国大陆的辽宁、吉林、黑龙江等地，生长于海拔150米至700米的地区，见于山坡林下以及山沟土质肥沃而阴湿地上，目前尚未由人工引种栽培。

## 别名
细辛、北细辛（药材名） 烟袋锅花（辽宁）

## 外部連結
- 細辛 Xixin （页面存档备份，存于） 中藥材圖像數據庫 (香港浸會大學中醫藥學院)